# Министерство железных дорог КНР
Министерство железных дорог КНР (кит. трад. 铁道部) — ранее существовавшее министерство при Государственном совете КНР. 
С его упразднением в марте 2013 года административные функции, как планирование развития железных дорог и разработка политических установок, отведены Министерству транспорта, а коммерческие функции переданы создаваемой для этих целей Китайской генеральной железнодорожной корпорации.
Нынешний министр — Шэн Гуанцзу. Министерство несёт ответственность за обслуживание пассажиров, регулирование железнодорожной отрасли, развитие сети железных дорог и железнодорожной инфраструктуры в Китае, хотя в свете последних аварий, раздаются призывы о возбуждении независимого надзора железнодорожной отрасли.
Министерство также отвечает за операции China Railways, которая управляет железнодорожным бюро в материковом Китае.

## История
Министерство железных дорог со времен династии Цин и КНР называлось Министерством почт и коммуникаций.

## Железнодорожные облигации
Министерство железных дорог, действующее как корпорация на фондовом рынке, продала облигаций на 60 млрд юаней в 2007 году.
На 2009 год, министерство планирует продать строительные облигации на сумму не менее 100 миллиардов юаней ($ 14,6 млрд) для финансирования проекта большого расширения сети железных дорог страны.

## Железнодорожные бюро и компании
Существует 16 железнодорожных бюро и 2 железнодорожные компаний при Министерстве железных дорог. По состоянию на 2008 год, около 2 млн человек работают в Министерстве железных дорог.